# Leptolaimus luridus
Leptolaimus luridus is een rondwormensoort uit de familie van de Leptolaimidae. De wetenschappelijke naam van de soort is voor het eerst geldig gepubliceerd in 1963 door Timm.